# Ralph Jackson
Ralph A. Jackson III (nacido el 26 de octubre de 1962 en Los Ángeles, California) es un exjugador de baloncesto estadounidense que jugó un partido en la NBA, y posteriormente dos temporadas en la CBA. Con 1,88 metros de estatura, jugaba en la posición de base.

## Trayectoria deportiva

### Universidad
Jugó durante cuatro temporadas con los UCLA de la Universidad de California, Los Ángeles, en las que promedió 8,4 puntos, 2,6 rebotes y 4,7 asistencias por partido. En sus dos últimas temporadas fue el mejor asistente de la Pacific-10 Conference, siendo incluido en el mejor quinteto de la conferencia en 1984.

### Profesional
Fue elegido en la septuagésimo primera posición del Draft de la NBA de 1984 por Indiana Pacers, con los que jugó un único partido, en el que anotó dos puntos y repartió 4 asistencias.
Tras ser despedido, jugó dos temporadas en la CBA, en las que promedió 8,2 puntos y 4,1 asistencias en los 61 partidos que disputó.

## Estadísticas de su carrera en la NBA

### Temporada regular
| Temporada | Edad | Equipo         | Liga | Pos. | P | TIT | MIN  | TC  | TCA | %TC  | 3P  | 3PA | %3P | TL  | TLA | %TL | R.OF. | R.DEF. | REB | ASIS | ROB | TAP | PER | FP  | PTS |
| 1984-85   | 22   | Indiana Pacers | NBA  | PG   | 1 | 0   | 12.0 | 1.0 | 3.0 | .333 | 0.0 | 0.0 |     | 0.0 | 0.0 |     | 1.0   | 0.0    | 1.0 | 4.0  | 2.0 | 0.0 | 1.0 | 1.0 | 2.0 |
| Total     |      |                | NBA  |      | 1 | 0   | 12.0 | 1.0 | 3.0 | .333 | 0.0 | 0.0 |     | 0.0 | 0.0 |     | 1.0   | 0.0    | 1.0 | 4.0  | 2.0 | 0.0 | 1.0 | 1.0 | 2.0 |